# Riserva naturale guidata Monte Genzana e Alto Gizio
La riserva naturale guidata Monte Genzana e Alto Gizio è un'area naturale protetta di 3160 ha, istituita nel 1996 e situata nel comune di Pettorano sul Gizio, in provincia dell'Aquila.

## Descrizione

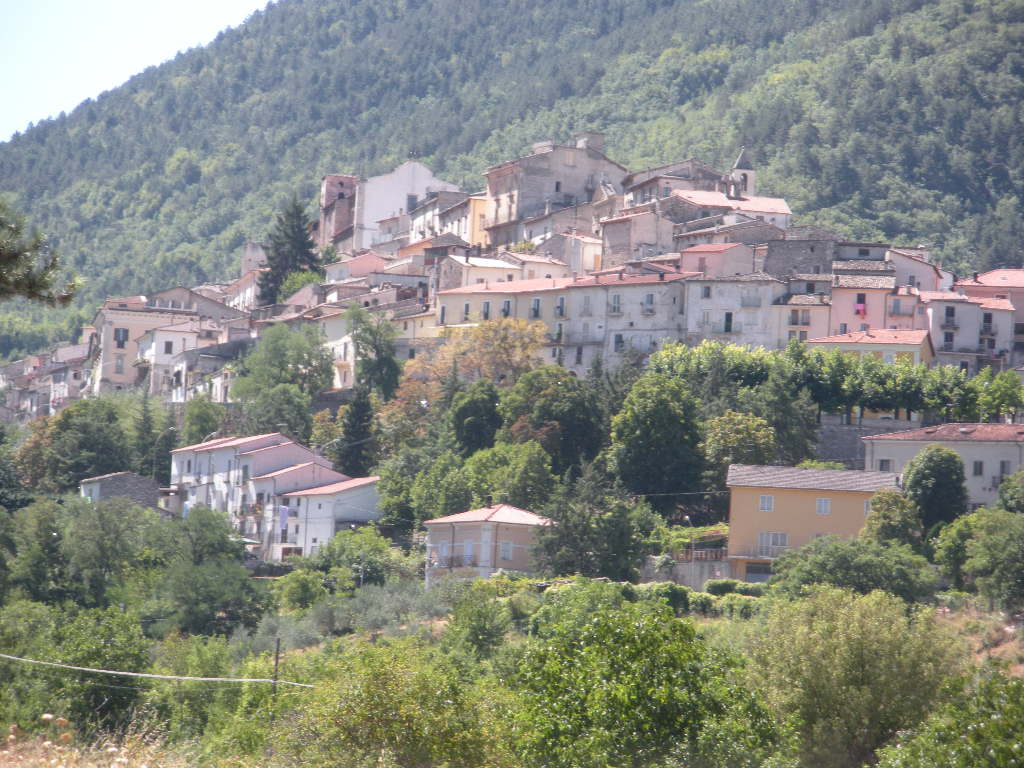
Pettorano sul Gizio, comune compreso interamente nella riserva

La zona protetta comprende un'area di 3160 ha, pari a quasi 32 km², che la rendono la riserva più estesa d'Abruzzo, con un dislivello che spazia dai 530 m s.l.m. del Gizio ai 2170 m s.l.m. del monte Genzana, e ricade interamente nel comune di Pettorano sul Gizio, suo gestore insieme a Legambiente Abruzzo. Oltre al monte Genzana, che la delimita ad ovest, la riserva risulta circondata ad est da una vallata che unisce la Valle Peligna con l'altopiano delle Cinquemiglia, a nord dal monte Mattone e a sud dalla vetta di Toppe Vurgo. Il dislivello che la caratterizza fa sì che nell'area protetta vi siano a livello floristico e faunistico differenti ambienti naturali, tra cui quello tipico del torrente Riaccio. Il monte Genzana e il fiume Gizio con l'omonima valle conferiscono il nome alla riserva.

## Storia
La riserva è stata istituita con legge regionale n. 116 del 28 novembre 1996 come riserva naturale regionale guidata. Nel 2020 è stata insignita dell'Oscar dell'ecoturismo.

## Flora
Per la varietà di ambienti naturali presenti, la flora della riserva comprende tra le piante arboree, erbacee e floreali, specie di acero di monte, carpino bianco, carpino nero, epipogio afillo, faggio, roverella e tasso. Di esse, l'epipogio afillo, rara specie di orchidea protetta dalla convenzione sul commercio internazionale delle specie minacciate di estinzione (CITES), stipulata a Washington nel 1973, nel 2020 è tornata a crescere dopo anni nella riserva.

## Fauna
La riserva fa da cuscinetto tra il parco nazionale d'Abruzzo, Lazio e Molise e il parco nazionale della Maiella: infatti al suo interno è possibile trovare, ad eccezione del camoscio appenninico, l'intera fauna tipica dei due parchi nazionali. Tra gli animali presenti, vi sono specie di capriolo, cervo, cinghiale, faina, ghiro, lepre, lupo appenninico, martora, orso bruno marsicano, scoiattolo, tasso e volpe per i mammiferi, e di aquila reale, astore, coturnice, falco pecchiaiolo, falco pellegrino, lodolaio e poiana per gli uccelli.